# یواس‌اس کوروینا (اس‌اس-۲۲۶)
یواس‌اس کوروینا (اس‌اس-۲۲۶) (به انگلیسی: USS Corvina (SS-226)) یک زیردریایی است که طول آن ۳۱۱ فوت ۹ اینچ (۹۵٫۰۲ متر) می‌باشد. این زیردریایی در سال ۱۹۴۳ ساخته شد.